# POPTAPE
『POPTAPE』（ポップテープ）は、ラブエフエム国際放送（LOVE FM）で2022年4月3日から放送されているラジオのトーク番組。

## 概要
「元気で明るく、楽しい、ワクワクしてドキドキするPOPなトークを一本のTAPEに詰め込んだ」をキーワードに送るプログラム。
メインDJのコ太朗は前番組の『Teenage Peeps』から引き続き出演していたが2023年3月をもって番組を卒業。
『CAMPUS BEATS』に出演していた大学生DJ（井上桃子、中村れな、神元七海、香山華、山口愛華）も週替わりで出演していたが全員卒業した。

### 2023年4月以降
SakikoがメインDJに就任、大学生DJは毎回2人が週替わりで出演している。また、YouTube LIVEでの映像付き生配信が始まり、曲中のトークや番組終了後のトークも聴け、過去回に関してもアーカイブが残るようになった。

## 放送・配信時間
いずれもJST。
ラジオ
- LOVE FM 日曜日 11:00 - 13:00（2022年4月3日 - ）

インターネット配信
- YouTubeライブ  -  日曜日 11:00 - 13:00（2023年4月2日 - ）
  - LOVE FM Official Channel (https://www.youtube.com/@lovefm761)

### 過去
インターネット配信
- ABEMA RADIO 日曜日 11:00 - 13:00（2022年4月3日 - 12月25日[6][注 3]）

## 出演者
- Sakiko（2023年4月2日 - ）

- Like it DJ's
  - 桑原結衣（2023年4月2日 - ）
  - サヒ・カレン（2024年4月7日 - ）
  - 遠山楓呼（2024年4月14日 - ）
  - 片嶋菜々子（2025年3月30日 - ）
  - 佐藤花音（2025年3月30日 - ）

### 過去の出演者
- コ太朗（2022年4月3日 - 2023年3月26日）

- Like it DJ's
  - 井上桃子[注 1]（2022年4月3日 - 2023年3月26日）
  - 中村れな[注 1]（2022年4月10日 - 2023年3月26日）
  - 神元七海[注 1]（2022年4月17日 - 2024年3月31日）
  - 香山華[注 1]（2022年4月24日 - 2024年3月31日）
  - 山口愛華[注 1]（2022年5月1日 - 2025年3月23日）
  - 古賀鈴奈[注 1]（2024年4月14日 - 2025年3月23日）

## コーナー
メッセージテーマ
毎週設けられるテーマに沿ったメッセージを募集するコーナー。メールの他、Twitterのリプライ、FAX、YouTube LIVEのコメントからも受け付けている。2023年4月以降はその場でテーマが決められている。
オススメソング
11時台、12時台に大学生DJのおすすめの曲を紹介するコーナー。
POP FRIENDS
11時台におこなうコーナーで、福岡在住のアーティストが登場しトークを繰り広げるコーナー。
TUNERADIO TUNECORE TUNESONG
音楽配信流通サービス・TuneCoreJapanがレコメンドするアーティストと楽曲を紹介するコーナー。
差し入れ
11時台最後におこなうコーナーで、大学生DJがオススメする食べ物、おやつを紹介するコーナー。
Girls Like it! → N×Girls Like it!
12時最初におこなうコーナーで、週替わりで出演する大学生DJがオススメしたいこと、シェアしたいことを話すコーナー。2023年4月以降は西鉄グループが発信している記事を紹介しており、過去の内容はSpotifyなどポッドキャストで配信している。
College Recommend by CRJA FUKUOKA
12時台におこなうコーナーで、音楽メディア・CRJA FUKUOKAに所属する福岡県の大学生たちがオススメする楽曲を紹介するコーナー。
過去のコーナー
ABEMAアンケート
メッセージテーマにちなんだアンケートをおこなうコーナー。ABEMA RADIOの画面からのみ投票できる。
お天気POPTUNE
週替わりで出演する大学生DJがセレクトした曲に乗せて、午後の天気を伝えるコーナー。
CRJA FUKUOKAカレッジチャート
11時50分頃におこなっていた第4週のみのコーナーでCRJA FUKUOKAが作成したマンスリーチャートを発表していた。
LOVE FM 25周年記念ソングを作ろう
12時台におこなうコーナー。25周年記念ソングを作るため、歌詞などのアイデアを募集している。
コ太朗の部屋
12時25分頃におこなうコーナー。いわゆるゲストコーナー。